# Domenico Fenocchio
Domenico Fenocchio   (Ghedi, 7 de febrer de 1913 - Brescia, 27 de març de 2007) fou un pilot de motociclisme italià que destacà en competicions de motocròs i enduro durant la dècada de 1950, havent aconseguit entre altres èxits tres Campionats d'Itàlia de motocròs.

## Biografia
Enxampat enmig de la Segona Guerra Mundial, Fenocchio va haver de fer més de vuit anys de servei militar com a missatger motociclista. Un cop llicenciat, debutà en competició als Sis Dies Internacionals de 1948, celebrats a San Remo, havent-hi d'abandonar. Poc després es va comprar una Matchless 350 (anteriorment emprada per a usos militars) i hi va començar a competir en motocròs. Sovint feia servir aquella mateixa moto per a desplaçar-se al lloc de la cursa, llevant-li matrícula i llums i canviant-li els s un cop arribat.
Durant els seus primers anys d'activitat, Fenocchio competia en diverses especialitats (velocitat, motocròs, regularitat i gimcanes), amb tota mena de mitjans, fins que el 1952 entrà a formar part de l'equip oficial de Gilera. Aquell mateix fou quart a la Milano-Taranto amb una Gilera Nettuno 250. El 1953 va guanyar també el Trofeo Nazionale Gincane i va participar en el Motogiro d'Italia amb una Gilera 150 Sport, retirant-se a la segona etapa després d'un tercer lloc a la primera jornada. El 1955 va guanyar la Milano-Taranto en categoria 500 cc Sport, assolint-hi el quart lloc a la general. Cal esmentar també quatre participacions seves a la Mille Miglia, dues de les quals en categoria 750.
Tot i que Gilera el destinà principalment a les competicions de regularitat (nom que rebia antigament l'enduro), el brescià obtingué també excel·lents resultats en motocròs: entre 1953 i 1955 guanyà tres campionats d'Itàlia de 500 cc. Per tal de competir en aquesta disciplina, Fenocchio va adquirir una Gilera Saturno Cross, amb la qual podia alhora competir a l'estranger, on els premis eren més atractius. Pel que fa a la regularitat, n'obtingué el subcampionat al Trofeu FMI de 1953 i sengles medalles d'or als Sis Dies dels anys 1954, 1956 i 1958, així com la victòria a la novena edició de la Valli Bergamasche, el 1956.
Fenocchio abandonà la competició oficial el 1959 (tot i que alternà algunes aparicions en curses locals fins al 1970) i va iniciar la seva activitat comercial com a distribuïdor i reparador de Gilera a Brescia.